# Kotschya imbricata
Kotschya imbricata es una especie de planta floral del género Kotschya, tribu Dalbergieae, familia Fabaceae.

## Distribución
Se distribuye por Zambia.

## Taxonomía
Fue descrita por Verdc. y publicada en Kew Bulletin 26: 73 (1971).